# بوفالو بیل
ویلیام فردریک کودی معروف به بوفالو بیل (به انگلیسی: William Frederick "Buffalo Bill" Cody) ‏(۲۶ فوریه ۱۸۴۶ - ۱۰ ژانویه ۱۹۱۷) یک شکارچی بوفالو، سرباز و اجراکننده نمایش اهل آمریکا بود که به عنوان یکی از نامدارترین چهره‌های تاریخ غرب وحشی آمریکا به‌شمار می‌آید.
وی در سال ۱۸۷۲ به خاطر خدمت به عنوان پیشاهنگ در ارتش ایالات متحده، نشان افتخار دریافت کرد و ازجمله به خاطر نمایش‌هایی که با مضامین کابویی در آمریکا و بریتانیا و دیگر کشورهای اروپایی اجرا کرد پرآوازه شد.

## پیشینه
بوفالو بیل در له‌کلر منطقه آیووا به دنیا آمد اما چند سال با خانواده‌اش در کانادا زندگی کرد و سپس به منطقه کانزاس نقل مکان کرد.
ویلیام کودی لقب بوفالو بیل را زمانی گرفت که برای کارکنان راه آهن کانزاس به ساحل غرب، گوشت بوفالو تأمین می‌کرد. پیش از او فردی به نام «بیل کامستاک» این لقب را داشت اما کودی توانست در مسابقه شلیک به بوفالو، او را ۶۹ بر ۴۸ ببرد و این لقب را از آن خود کند.
بوفالو بیل شغل‌های دیگری نیز داشت ازجمله شکارچی پوست، گاوچرانی، جویندگی طلا در کلرادو، سوارکار نامه‌رسان، راهنمای کاروان‌های مهاجر و مدیریت هتل.

## نگارخانه

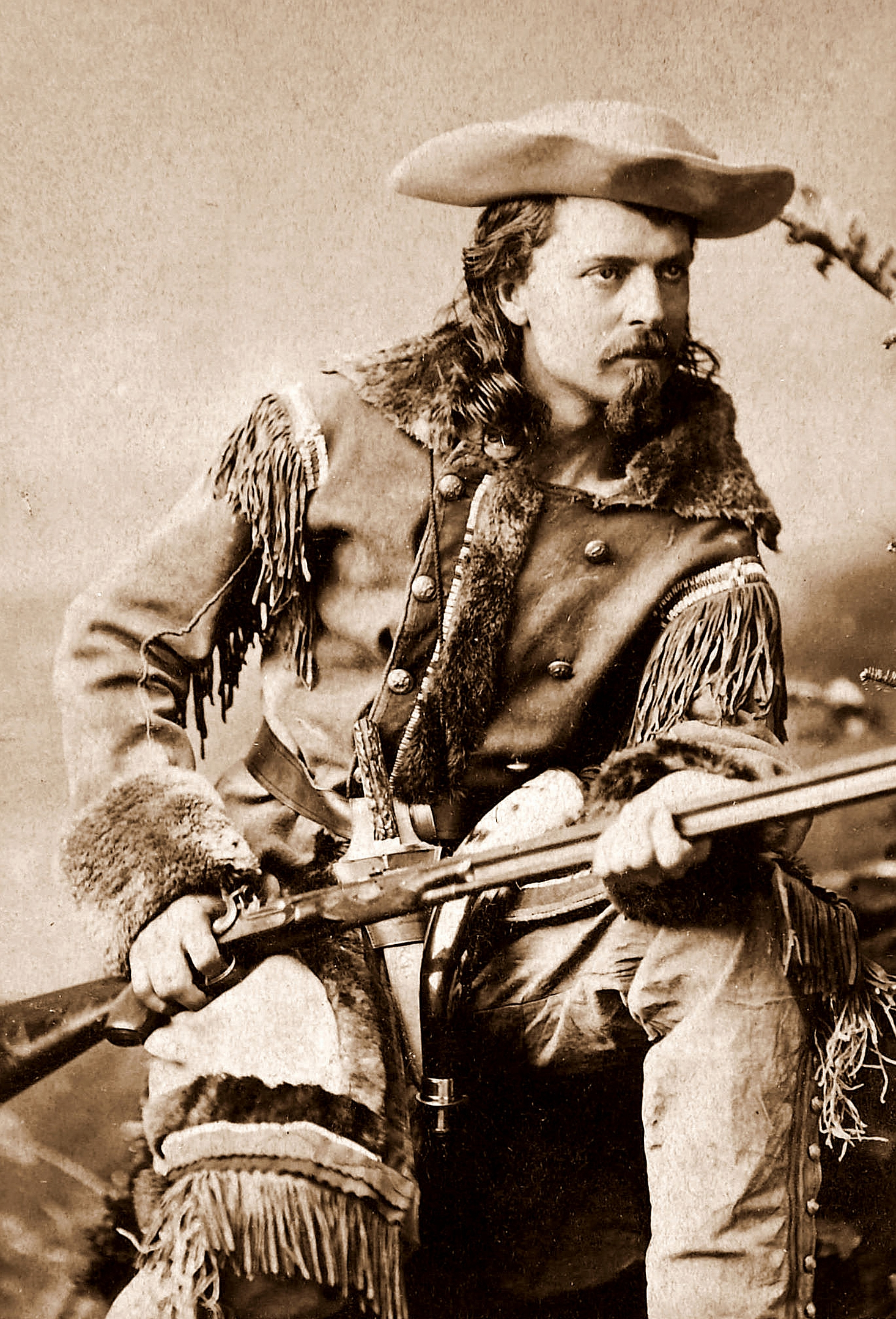
بوفالو بیل با لباس کابویی در سال ۱۸۸۰ میلادی
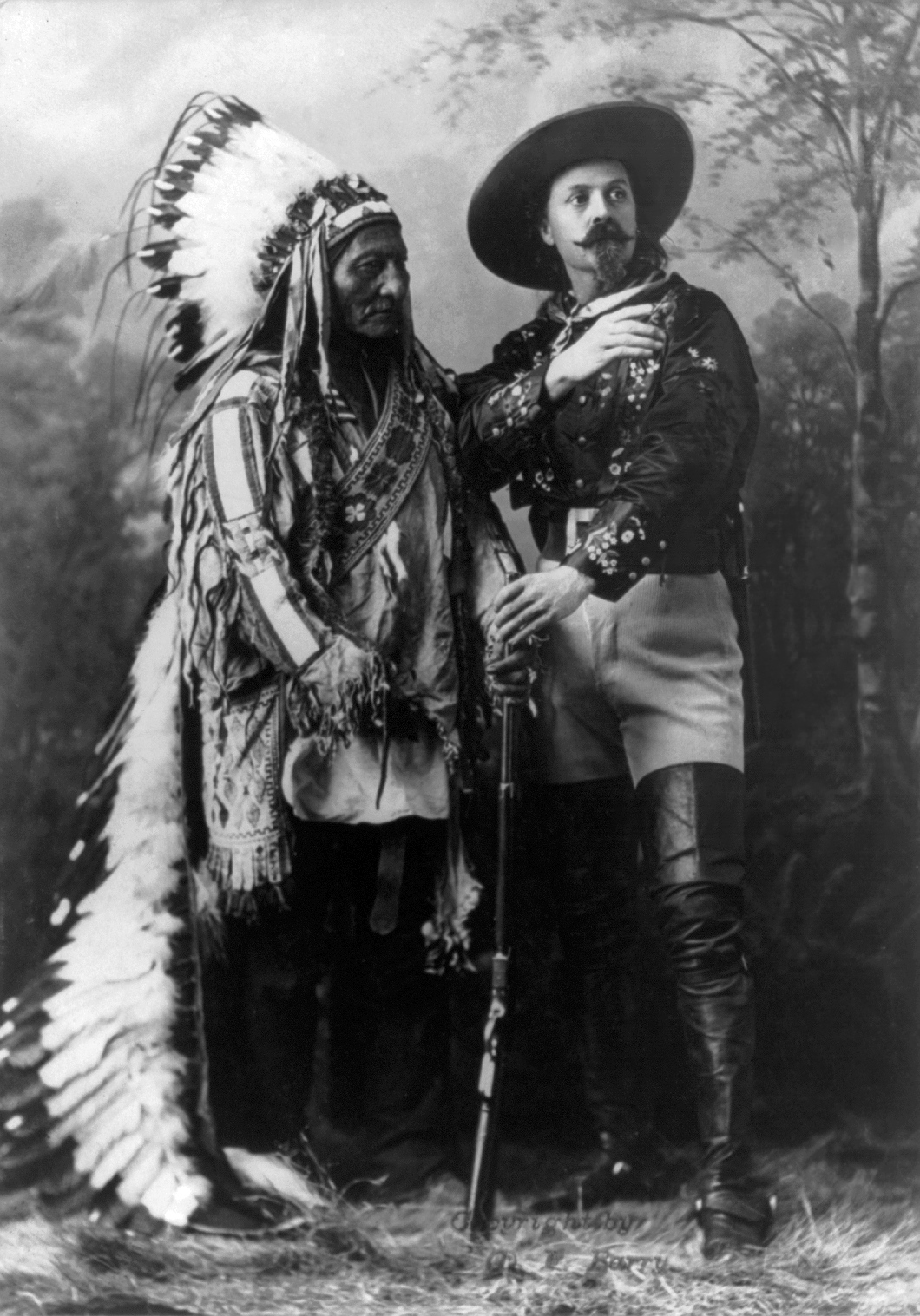
عکس یادگاری بوفالو بیل با گاو نشسته در سال ۱۸۹۵ میلادی
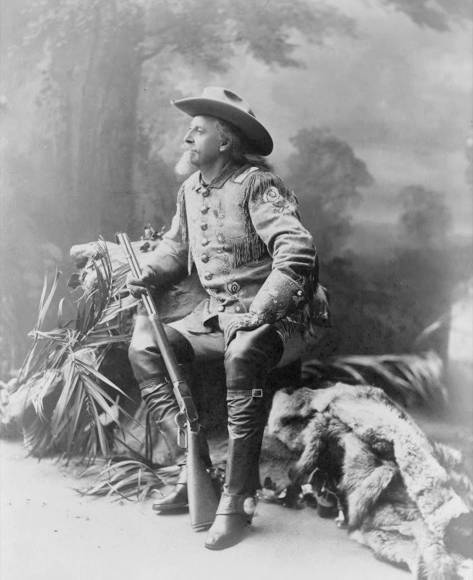
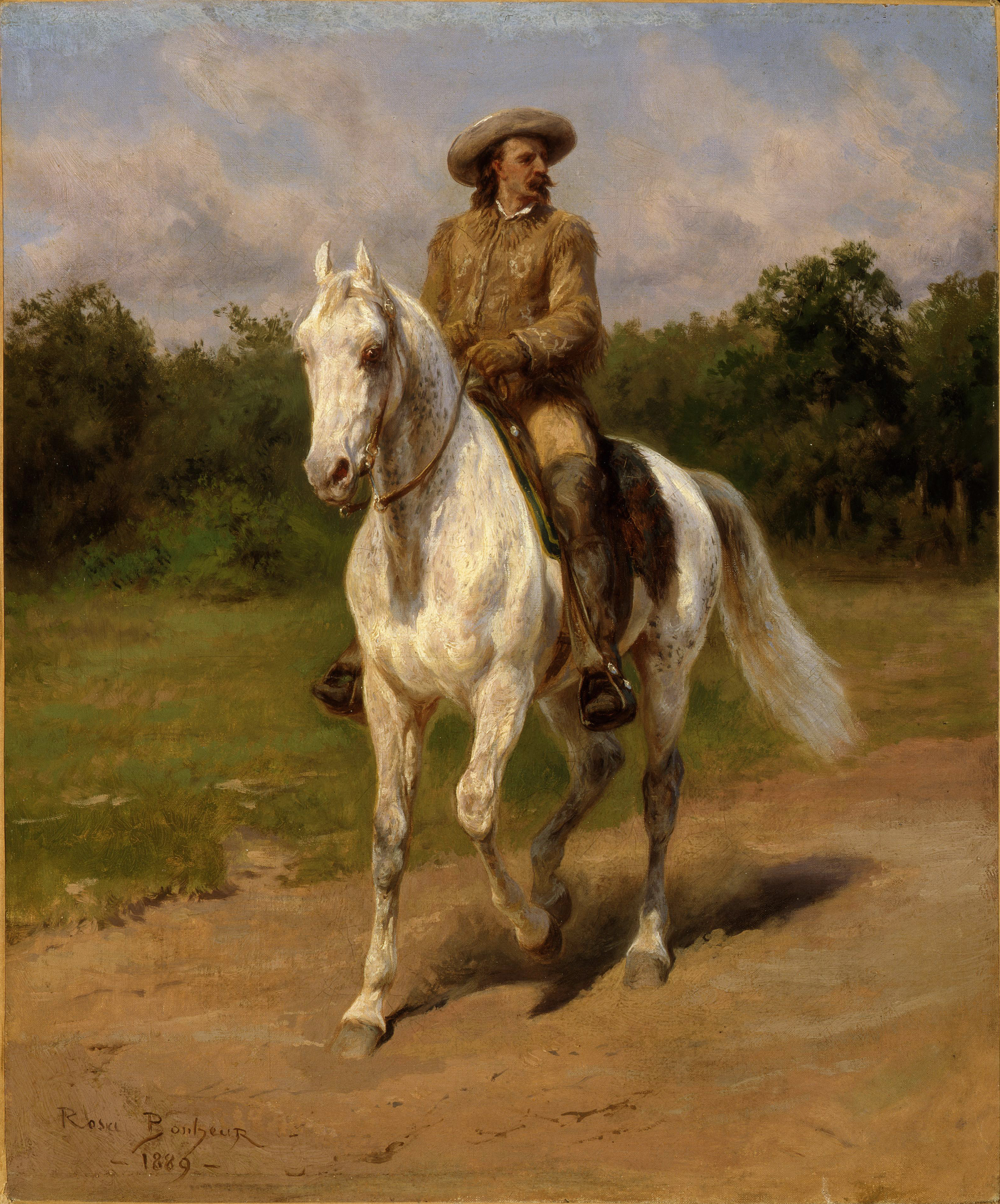
نقاشی پرتره با اسب، اثر رزا بون‌هیوئر